# Jerzy Pełka (zm. 1603)
Jerzy Pełka herbu Radwan (zm. w 1603 roku) – łowczy sanocki w latach 1597–1603, komornik graniczny sanocki w 1599 roku.
Sędzia kapturowy ziemi sanockiej w 1587 roku.